# Pino Scaccia
Pino Scaccia, pseudônimo de Giuseppe Scaccianoce (Roma, 17 de maio de 1946 – Roma, 28 de outubro de 2020), foi um jornalista e blogueiro italiano.

## Biografia
Scaccia foi um dos correspondentes da RAI. Acompanhou inúmeros eventos, da primeira Guerra do Golfo à Guerra de Independência da Croácia, da dissolução da ex-União Soviética e da ex-Iugoslávia, à crise no Afeganistão, além do difícil período pós-guerra no Iraque (onde ele foi o último companheiro de viagem de Enzo Baldoni) até a revolta na Líbia.
Fez inúmeras reportagens em todo o mundo, foi o primeiro repórter ocidental a entrar na Usina Nuclear de Chernobil após o desastre, foi o primeiro a descobrir os restos mortais de Che Guevara na Bolívia e a mostrar as imagens até então secretas da Área 51 no deserto de Nevada. Também tratou de notícias com referência especial à máfia, terrorismo e sequestros, bem como terremotos e desastres naturais.
Antes de dedicar-se a tempo inteiro à atividade de blogueiro e escritor, foi editor-chefe dos serviços especiais do TG1. Foi professor do mestrado em jornalismo de rádio e televisão na Universidade Lumsa de Roma. Escreveu 15 livros. Durante anos, Scaccia foi um ponto de referência para as pesquisas dos soldados italianos que desapareceram na Rússia durante a Segunda Guerra Mundial. Editou o blog Letters from the Don. Publicou quatro ensaios com depoimentos, fotografias, cartas, diários de sobreviventes ou mortos da ARMIR e editou a série “Amori maledetti” para a Tralerighe libri editore.
Scaccia morreu em 28 de outubro de 2020 aos 74 anos no hospital San Camillo, em Roma, onde estava internado por algumas semanas após contrair o vírus da COVID-19.

## Publicações
- Armir, sulle tracce di un esercito perduto (1992)
- Sequestro di persona (2000)
- Kabul, la città che non c'è (2002)
- La Torre di Babele (2005)
- Lettere dal Don (2011)
- Shabab - la rivolta in Libia vista da vicino (2011)
- Mafija - dalla Russia con ferocia (2014)
- Nell'inferno dei narcos, with Miriam Marcazzan (2015)
- Giornalismo, ritorno al futuro (2015)
- Armir (2015)
- Voci e ombre dal Don (2017)
- Dittatori (Hitler e Mussolini tra passioni e potere), with Anna Raviglione (2018)
- Le ultime lettere dal fronte del Don (2019)
- Tutte le donne del presidente, with Anna Raviglione (2020)
- Un inverno mai così freddo come nel 1943 (2020)